# Catephia mosara
Catephia mosara är en fjärilsart som beskrevs av Swinhoe 1889. Catephia mosara ingår i släktet Catephia och familjen nattflyn. Inga underarter finns listade i Catalogue of Life.